# Blue Air

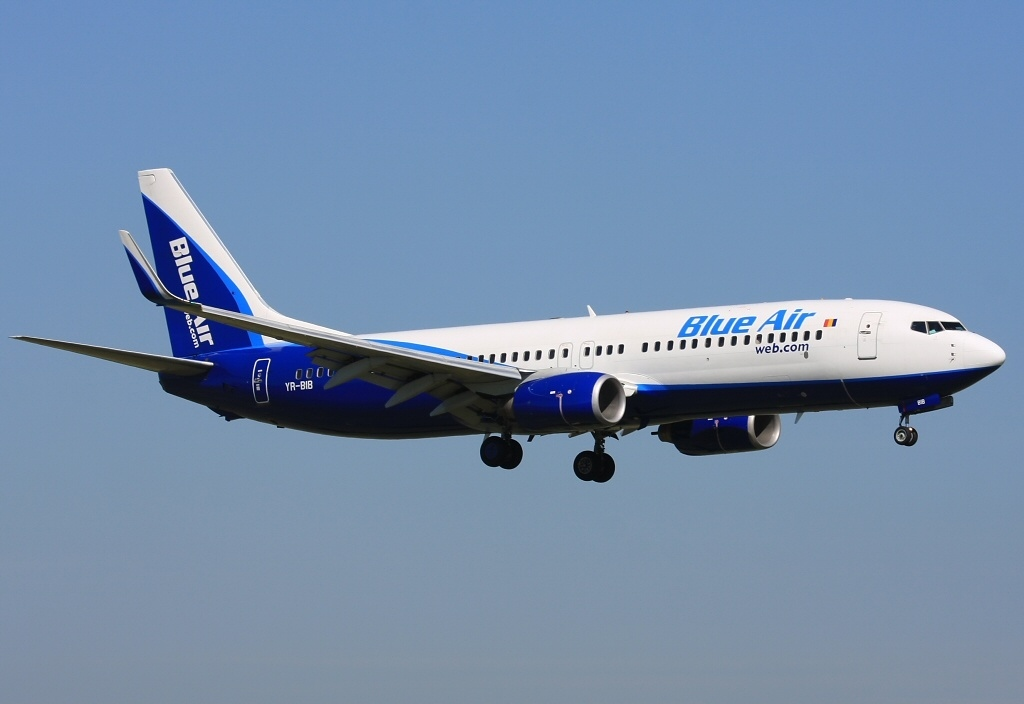
Boeing 737-800 společnosti Blue Air na letišti Praha

Blue Air byla nízkonákladová soukromá rumunská letecká společnost. Sídlila v Bukurešti a hlavní leteckou základnu má na zdejším letišti Henriho Coandy. Od roku 2016 je největší aerolinií v zemi dle počtu přepravených pasažérů. Společnost byla založena v roce 2004, kdy také začala operovat první lety. K roku 2017 létala do více než 70 destinací po Evropě a provozovala flotilu 27 letounů. Společnost zanikla v roce 2023. 
Od léta 2018 měla začít provozovat sedm linek společně s Jihomoravským krajem pod firmou Blue Air Moravia z brněnského letiště Tuřany. Od 28. března 2021 aerolinka provozovala přímou linku mezi Bukureští a Prahou.

## Flotila

### Současná

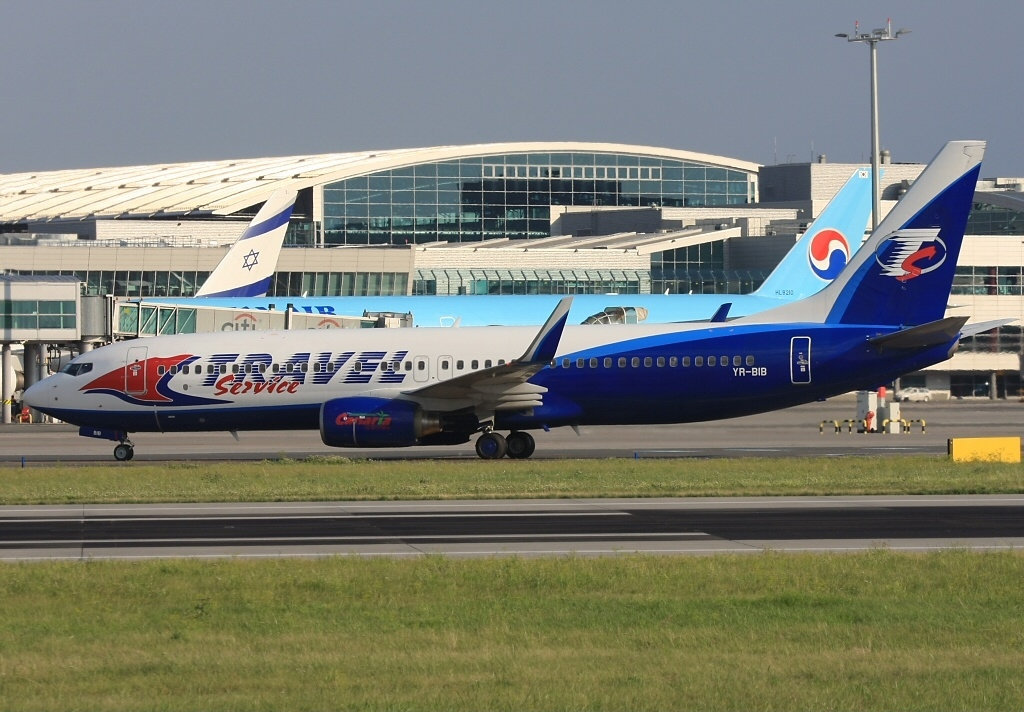
Boeing 737-800 společnosti Blue Air v částečném zbarvení českého dopravce Travel Service, který si ho na léto 2010 pronajímal

K prosinci 2017 společnost provozovala různé typy Boeingů 737 s průměrným stářím 20 let.
| Letadlo        | Počet | Objednávky | Cestující  | Poznámky                       |
| -------------- | ----- | ---------- | ---------- | ------------------------------ |
| Boeing 737-300 | 2     | —          | 141/148    | Budou vyřazeny                 |
| Boeing 737-400 | 6     | —          | 150 až 170 |                                |
| Boeing 737-500 | 6     | —          | 120/126    |                                |
| Boeing 737-700 | 1     | —          | 144        |                                |
| Boeing 737-800 | 12    | 5          | 189        |                                |
| Boeing 737-500 | —     | 12         | 189        | Dodávky mezi roky 2019 až 2021 |
| Celkem         | 27    | 17         |            |                                |

### Historické
V minulosti provozovala společnost následující typy letadel.
- Saab 2000